# Corumictis
Corumictis — вимерлий рід хижих ссавців із родини мустелових з олігоцену Північної Америки, зокрема Орегону. Відомо один вид — Corumictis wolsani, який наразі є найдавнішим із мустелових.
Corumictis був дуже малим, розміром з найменшу ласку. Його череп завдовжки всього 4 см. У Corumictis дуже гострі зуби.